# アレクサンドル・コズロフ
アレクサンドル・ペトローヴィチ・コズロフ（ロシア語: Александр Петрович Козлов、ラテン文字表記の例：Aleksandr Petrovich Kozlov、1949年5月2日 - ）は、ソビエト連邦およびロシアの官僚、政治家。オリョール州知事を務めた。タタールスタン共和国出身。

## 経歴・概要
1968年からタタール自治共和国の会計検査部門に勤務する。1979年カザン財政・経済大学を卒業する。1984年ソ連大蔵省（財務省）に勤務、監査局次長、労働賃金保険局次長、計画財政システム局次長、人事教育研究総局次長、人事教育研究総局中央事務局統一構造局長を歴任した。
1989年ソ連人民統制委員会に異動し、計画・財政担当検査部長。1991年再編成された同部署でソ連財務警察総監となる。
ソビエト連邦の崩壊後は、1991年からロシア大統領府勤務。国家監査統制管理部長、大統領府管理副部長を務める。1992年ロシア連邦政府内閣官房勤務となり、地域政策部長、ロシア連邦地域協同部長、内閣官房協同部長などを歴任した。1996年連邦構成体相互部長、連邦会議関係部長。1998年から1999年、ビジネス支援ブロックOAO TNKの副会長、会長。1999年再びロシア連邦政府に入り、内閣官房次長。2004年ロシア農業次官。2009年2月16日、オリョール州知事代行を経て、2月27日、正式に知事に就任した。
「ロシア名誉エコノミスト」の称号を持つ他、名誉勲章や人民友好勲章など受章している。 私生活では、夫人との間に二男を儲けている。